# Pachybrachis jacobyi
Pachybrachis jacobyi är en skalbaggsart som beskrevs av Bowditch 1909. Pachybrachis jacobyi ingår i släktet Pachybrachis och familjen bladbaggar. Inga underarter finns listade i Catalogue of Life.